# Теория на подобието
В геометрията два триъгълника са подобни, ако ъглите им са равни. Теорията на подобието дефинира аналогично, че за да бъде един физичен процес подобен на друг, освен геометрично сходство, е необходимо определени безразмерни величини, които описват този процес, да бъдат сходни. Тези величини се наричат критерии на подобието. Така например при движението на/във флуиди, за има сходство напр. между реален самолет и умаления му модел, критерият на Рейнолдс Re трябва да бъде идентичен. 

## Критерии на подобието
Често прилагани критерии на подобието са следните величини:
- Критерий на Рейнолдс {\displaystyle {Re}} (аеро- и хидродинамика)
- Критерий на Прантъл {\displaystyle {Pr}} (топлопредаване)
- Критерий на Нуселт {\displaystyle {Nu}} (топлопредаване)
- Критерий на Архимед {\displaystyle {Ar}} (утаяване, разделяне)
- Критерий на Фруд {\displaystyle {Fr}} (разбъркване, движение в канали под действието на гравитацията и др.)
- Критерий на Фурие {\displaystyle {Fo}} (топлопроводност)
- Критерий на Пекле {\displaystyle {Pe}} (топло- и масопредаване)
- Критерий на Галилей {\displaystyle {Ga}}
- Критерий на Ойлер {\displaystyle {Eu}} (пад на налягане)
- Критерий на Нютон {\displaystyle {Ne}} (разбъркване)
- Критерий на Грасхоф {\displaystyle {Gr}} (естествена конвекция)
- Критерий на Био {\displaystyle {Bi}} (топлопренасяне)

В литературата са дефинирани значителен брой критерии. Някои от тях не са независими, а може да се представят като произведение или частно на други критерии. Така например Критерият на Лященко Ly може да се представи като :
{\displaystyle Ly={\frac {Re^{3}}{Ar}}}
a критериите на Пекле Pe и Галилей Ga като:
{\displaystyle Pe={Re}\cdot {Pr};\ \ \ Ga={\frac {Re^{2}}{Fr}};}

## Приложение
Движението на флуиди се описва най-общо с уравненията на Навие-Стокс, при топлопренасянето се прилагат уравненията на Фурие. Тези диференциални уравнения съдържат частни производни и в най-общия случай нямат аналитично решение. За решаването им е необходимо да се приложат напр. числени методи. В днешно време, при определени условия, това е вече възможно. Преди десетилетия, когато учените не са разполагали с мощни компютри, теорията на подобието е била една от малкото налични възможности. Тя дава възможност за мащабен пренос на даден процес. Напр. чрез експериментални данни, получени при опити с макет на самолет, може да се изследва поведението реален самолет.  Също така е възможно използването на данни, получени за даден флуид (напр. вода), за калкулации на процес с друг флуид (напр. въздух).
Резултатите, получени експериментално или аналитично, чрез прилагането на редица опростявания, често се записват под формата на т. нар. критериално уравнение (функция на различни критерии на подобието). Така например утаяването на частици във даден флуид се описва често в литературата в следния вид:
{\displaystyle \mathrm {Re} =f(\Gamma ,Ar)}
където Γ е геометрията на процеса (диаметър, форма на частиците и др.)
При топлопредаването се използват уравнения от вида:
{\displaystyle {Nu}=f(\Gamma ,{Re},{Pr})}

## Примери
Ако се изследват експериментално коефициентите на триене λ при движение на нефт и вода в тръба (виж пад на налягане) и се нанесат в диаграма като функция на скоростта на флуида, се получават две различни графики, които важат само за флуида и геометрията с която са получени. Ако обаче коефициентите се представят като функция на критерия на Рейнолдс Re, двете графики съвпадат (защото процесите са подобни при еднакви стойности на Re) . Нещо повече, така получените данни важат за движението на всякакви течности и газове в тръба (за стойностите на Re при които са извършени опитите). По подобен начин е получена графиката в статията „пад на налягане“.
Коефициентът на триене при движение на флуиди λ в литературата се задава във вида:
{\displaystyle {\lambda }=f(\Gamma ,{Re})}, тук Γ е относителната грапавина на тръбата ε/d
или
{\displaystyle {Eu}=f(\Gamma ,{Re})}
Аналогично, много други параметри във хидродинамиката се задават като функция на Re: